# Ye Xiaogang
Ye Xiaogang (chinesisch 叶小纲, Pinyin Yè Xiǎogāng; * 23. September 1955 in Shanghai) ist ein zeitgenössischer chinesischer Komponist.

## Leben
Ye gilt als einer der führenden zeitgenössischen Komponisten Chinas. Von 1978 bis 1983 studierte er Komposition an der Zentralen Musikhochschule in Peking bei Du Mingxin und Alexander Goehr. 1983 wurde er dort Composer in Residence und war 1985 einer der ersten jungen Komponisten, deren Werke unter dem Begriff „Neue Welle“ in Peking aufgeführt wurden. 1987 ging er in die USA und setzte seine Studien fort – bei Samuel Adler und Joseph Schwantner an der Eastman School of Music der University of Rochester sowie bei Louis Andriessen an der New York State University in Buffalo. Seit 1993 lebt er abwechselnd in Exton, Pennsylvania, und in  Peking, wo er 1994 an der Zentralen Musikhochschule Dozent und später Professor für Komposition wurde. Seit 2009 ist er dort auch Vizepräsident.

## Werk
Yes kompositorisches Schaffen umfasst sinfonische Werke, Konzerte, Vokal-, Kammer- und Klaviermusik sowie Bühnen- und Filmmusiken. In Werken wie Macau Bride Suite No. 2 (2001), Four Poems of Lingnan (2011) und Twilight of the Himalayas (2013) schlägt sich seine Verbundenheit mit der Natur, mit der buddhistischen Religion und mit chinesischen Sagenstoffen nieder. 2004 entstand The Song of the Earth für Sopran, Bariton und Orchester – Ye vertonte darin in veränderter Reihenfolge die chinesischen Originaltexte, auf deren deutsche Version schon Gustav Mahler in Das Lied von der Erde zurückgegriffen hatte. Vier Sätze des Werks wurden 2005 in Peking, zwei weitere in Berlin uraufgeführt. Von kantonesischen Volksliedern inspiriert ist Yes Cantonese Suite (Guangdong Suite), sie erklang erstmals am 23. September 2005 in der Carnegie Hall New York. Das Klavierkonzert Starry Sky wiederum feierte 2008 mit dem Solisten Lang Lang Premiere bei der Eröffnungsfeier der Olympischen Spiele in Peking.

## Auszeichnungen und Preise (Auswahl)
- 1982 Alexander-Tscherepnin-Preis
- 1986 Preis des Japan Dance Star Ballett
- 1987–94 Preise vom Urban Council of Hong Kong
- 1992 Preis des Taiwan Symphony Orchestra
- 1993 Preis der China Cultural Promotion Society
- 1994 Preis der Li Foundation San Francisco
- 1996 Preis des Chinese National Symphony Orchestra
- 1996 Stipendium der Metropolitan Life Foundation und des Pennsylvania Council on the Arts
- 2012 Stipendium der John Simon Guggenheim Memorial Foundation
- 2013 China Arts Award
- 2020 Mitglied der American Academy of Arts and Sciences